# ニナ・ベイリナ
ニナ・ミハイロヴナ・ベイリナ（ロシア語: Нина Михайловна Бейлина; ラテン文字表記例：Nina Michailowna Beilina, 1931年3月4日 - 2018年11月25日）は、旧ソ連出身のヴァイオリン奏者。

## 経歴
1931年、ウクライナ社会主義ソビエト共和国・オデッサで生まれた。1953年にモスクワ音楽院に入学してアブラム・ヤンポリスキーに師事してヴァイオリンを学び、1957年からレニングラード音楽院でユーリ・エイドリンに師事した。1959年にはモスクワ音楽院に戻り、1961年までダヴィッド・オイストラフの薫陶を受けた。
1961年にブカレストのジョルジュ・エネスク国際コンクールのヴァイオリン部門で優勝。1962年にチャイコフスキー国際コンクールのヴァイオリン部門で3位、1963年にロン＝ティボー国際コンクールのヴァイオリン部門で2位にそれぞれ入賞した。
1977年にアメリカに渡り、活動の本拠をアメリカに移した。2018年、ニューヨークにて死去。